# Stuart McCloskey

a Compétitions nationales et continentales officielles uniquement.

b Matchs officiels uniquement.
Dernière mise à jour le 5 août 2023.
Stuart McCloskey, né le 6 août 1992 à Bangor (Irlande du Nord), est un joueur international irlandais de rugby à XV jouant au poste de centre pour la province de l'Ulster en United Rugby Championship depuis 2014.

## Biographie

### Formation et carrière en club
Durant son adolescence, Stuart McCloskey étudie à la Grammar School de Bangor avant de rejoindre l'académie de rugby de la province d'Ulster. Il fait sa première apparition avec l'équipe sénior de l'Ulster le 11 avril 2014 lors d'un match de Pro12 contre le Connacht. 

### Carrière internationale
Stuart McCloskey dispute la Coupe des nations 2014 avec Emerging Ireland, troisième sélection nationale irlandaise de rugby à XV derrière après l'équipe sénior et les Ireland Wolfhounds.
Le 20 janvier 2016, McCloskey est convoqué pour la première fois dans l'équipe d'Irlande qui prépare le Tournoi des Six Nations par le sélectionneur Joe Schmidt. Le 27 février, il remplace Jared Payne dans le XV de départ pour affronter l'Angleterre et connait ainsi sa première cape.
Fin mai 2023, il est présélectionné dans un groupe de 42 joueurs pour préparer la Coupe du monde 2023 avec son pays,.
En janvier 2024, il est sélectionné pour le Tournoi des Six Nations.

## Palmarès

### En province
- Ulster
  - Finaliste du Pro14 en 2020

### En sélection nationale
- Irlande
  - Vainqueur du Tournoi des Six Nations en 2024